# Le Bourgeois de Calais

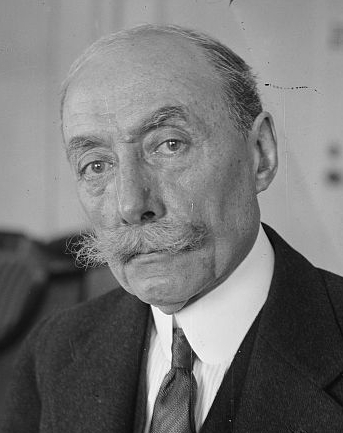
André Messager

Le Bourgeois de Calais är en opéra comique i tre akter från 1887 med musik av André Messager och libretto av Ernest Dubreuil och Paul Burani.

## Historia
Den hade premiär på Théâtre des Folies-Dramatiques i Paris den 6 april 1887. Trots berömmet för Messagers musik spelades den endast 17 gånger. Le Bourgeois de Calais har paralleller med samtida franska känslor mot förlusten av Elsass-Lothringen.

## Roller
| Roller                             | Röststämma  | Premiärbesättning 6 april 1887 (Dirigent: D Thibault) |
| ---------------------------------- | ----------- | ----------------------------------------------------- |
| Le duc de Guise                    | baryton     | Morlet                                                |
| Lord Tréfort                       | tenor       | Gobin                                                 |
| André                              | baryton     | Dechesne                                              |
| Maître Aubriet                     | bas         | Bellucci                                              |
| Chevalier de Champagnolles         | tenor       | A Guyon                                               |
| Kerkadec                           | baryton     | Lauret                                                |
| Mitonnet                           | baryton     | Duhamel                                               |
| Un sergent                         | tenor       | Speck                                                 |
| D’Andelot                          |             | Milot                                                 |
| Comtesse de Civrac                 | mezzosopran | Juliette Darcourt                                     |
| Marthe                             | sopran      | Lydie Borel                                           |
| René                               | tenor       | Fanzi                                                 |
| Kör: Tjänare, soldater, stadsfolk. |             |                                                       |

## Handling
Operan utspelas i januari 1558.
Henrik II har utnämnt Duc de Guise från Italien till generallöjtnant av Frankrike. Kungen och hela Frankrike ser de Guise som deras beskyddare - och han måste leva upp till hoppet. Den 1 januari 1558 når franska armén Calais. De engelska befästningarna är svaga. Två arméer närmar sig, en från havet och en från land; de tillfångatas samtidigt den 3 januari efter några få kanonskott. Den 6 januari anländer hertigen och hans män till hamnen och belägrar Calais. När tidvattnet kommer försöker engelsmännen återta fortet men slås tillbaka. Guvernören i Calais ger upp dagen därpå. De engelska medborgarna tillåts lämna men utan några tillhörigheter. Staden är fransk igen efter 210 års engelsk ockupation.
Genom att förklä sig till matros kan de Guise ta sig in i staden och föra in sina män rakt under näsan på guvernören Lord Tréfort. I en bihandling tror Comtesse - efter en profetia av Nostradamus - att hon kan bli hertiginna de Guise.
Om Messagers musik skrev samtida kritiker väl om kvartetten "Vous avez dans mon ame", den militära finalen i akt I, inledningen till akt II, scenen med svärandet av eden, kupletten "C’est une merveilleuse idée", tredje aktens romans "Je vais errant a l’aventure" och den komiska sången "L'Anglais, premier people du monde".